# Trancemission
『trancemission』（トランスミッション）は、1999年に公開された日本のSF・ドラマ映画。

## 概要
高橋栄樹が初めて劇場映画の監督を務めた作品。キネコ映画。高橋が「SPARK」（1996年）以降ミュージック・ビデオを監督しているTHE YELLOW MONKEYのメンバーたちが未来の警察官として映画初出演を果たし、主題歌「SO YOUNG」を担当した。
2000年にリリースされたDVD版『trancemission』のパッケージに、THE YELLOW MONKEYや、彼らが敬愛するデヴィッド・ボウイにとって重要性の高い映画『時計じかけのオレンジ』が次のように言及された。

## あらすじ
松戸（村上淳）は先物取引市場で働く平凡なサラリーマンで、膨大な暗号リスト業務が日課であった。ある時、松戸に上司から昇進の話があったが何かがおかしかった。松戸は謎のグループに誘拐され、洗脳手術を受け、頭脳を支配される。

## キャスト
- 村上淳 - 松戸
- 石堂夏央 - 松戸の妻
- 川合千春 - 看護師
- THE YELLOW MONKEY
  - 吉井和哉 - 警部
  - 菊地英昭
  - 菊地英二
  - 廣瀬洋一
- ロジャー・アレン
- 森山周一郎 - 声の出演
- 小林瑞希
- 津田寛治
- 大川ひろし
- 並樹史朗
- 青野武